# Waimakariri (fleuve)
Pour les articles homonymes, voir Waimakariri.
Le fleuve Waimakariri (anglais : Waimakariri River), autrefois connu brièvement sous le nom de rivière de Courtenay, est l’un des plus longs cours d'eau du nord de la région de Canterbury, située dans l’île du Sud, en Nouvelle-Zélande.

## Situation
Il s’écoule sur 151 km dans une direction généralement sud-est à partir des Alpes du Sud à travers la plaine de Canterbury en direction de l’Océan Pacifique. 

Le bassin du fleuve Waimakariri. Au fond, le parc national d'Arthur's Pass, en bas on aperçoit la route 73.

## Étymologie
En Māori, Waimakariri a plusieurs significations dont l’une est la « rivière de l’eau froide et rapide ». Mais le fleuve est connu familièrement  dans la région de Canterbury comme « Le Waimak ».

## Géographie
Le fleuve Waimakariri prend naissance sur les flancs est des Alpes du Sud, à huit kilomètres au sud-ouest du col d'Arthur.
Sur une grande partie de son cours supérieur, le fleuve forme un cours d'eau en tresses, avec de larges lits de galets. À l'approche des plaines de Canterbury, il traverse une chaîne de montagnes, et est contraint de s'engager  dans un canyon étroit (les gorges de Waimakariri (en)), avant de reprendre sa forme tressée pour traverser les plaines. 
Le fleuve entre enfin dans l'océan Pacifique au nord de la cité de Christchurch, près de la ville de Kaiapoi.
En 1849, le géomètre en chef de l' Association de Canterbury (en), Joseph Thomas (en), donna au fleuve le nom de « rivière Courtenay » en l’honneur de Lord Courtenay, mais ce nom tomba en désuétude,.
Des indices géologiques indiquent que le fleuve Waimakariri a été très mobile dans le passé, s'écoulant parfois sur l’emplacement de la ville de Christchurch et s’est même déversé pendant un certain temps, dans le lac Ellesmere / Te Waihora au sud de la  péninsule de Banks .  
Au lieu d’être des terres inoccupées comme la plupart des lits de rivières de Nouvelle-Zélande, le lit du fleuve Waimakariri est dévolu au conseil régional de Canterbury (en).

## Écologie
Étant l'un des plus grands fleuves des plaines de Canterbury, le Waimakariri est un habitat important pour la faune et la flore, y compris pour de nombreuses espèces végétales et animales menacées. Les parties sèches du lit du fleuve abritent des sternes à front noir où les tresses du fleuve constituent une barrière naturelle contre les prédateurs. Le fleuve et ses affluents abritent des espèces indigènes, notamment l'écrevisse Kōura, l'anguille longue de Nouvelle-Zélande, l'anguille à nageoires courtes, la lamproie et de nombreuses espèces d'invertébrés. 
Ce fleuve est l'un des rares habitats restants pour le poisson-vase de Canterbury (kowaro en maori) qui habitait auparavant les zones humides des plaines de Canterbury, tandis qu'une partie de ses rives abrite l'une des deux seules populations restantes connues d'Olearia adenocarpa (en).
Les poissons introduits sont communs tout le long du cours d'eau ce qui en fait un endroit populaire pour la pêche. Comme dans la plupart des régions de Nouvelle-Zélande, il s'agit de truites communes ou arcs-en-ciel. Des saumons royaux (Oncorhynchus tshawytscha) furent introduits en provenance de Californie en 1900 et persistent aujourd'hui en abondance dans le fleuve.

## Développement
En 1923, le fleuve fit l'objet d'études, principalement en vue de l’implantation d’un barrage hydroélectrique pour fournir l’électricité nécessaire à Christchurch. 
Le projet reçut le soutien des autorités locales mais le barrage ne fut jamais construit dans la mesure où la région bénéficia de l'électricité peu coûteuse venant du programme du lac Coleridge.
Ultérieurement, le Central Plains Water (en) avait proposé de prélever de  l’eau à hauteur de 40 m3/s dans le cadre du programme d' amélioration de l'eau dans les plaines centrales (en) .

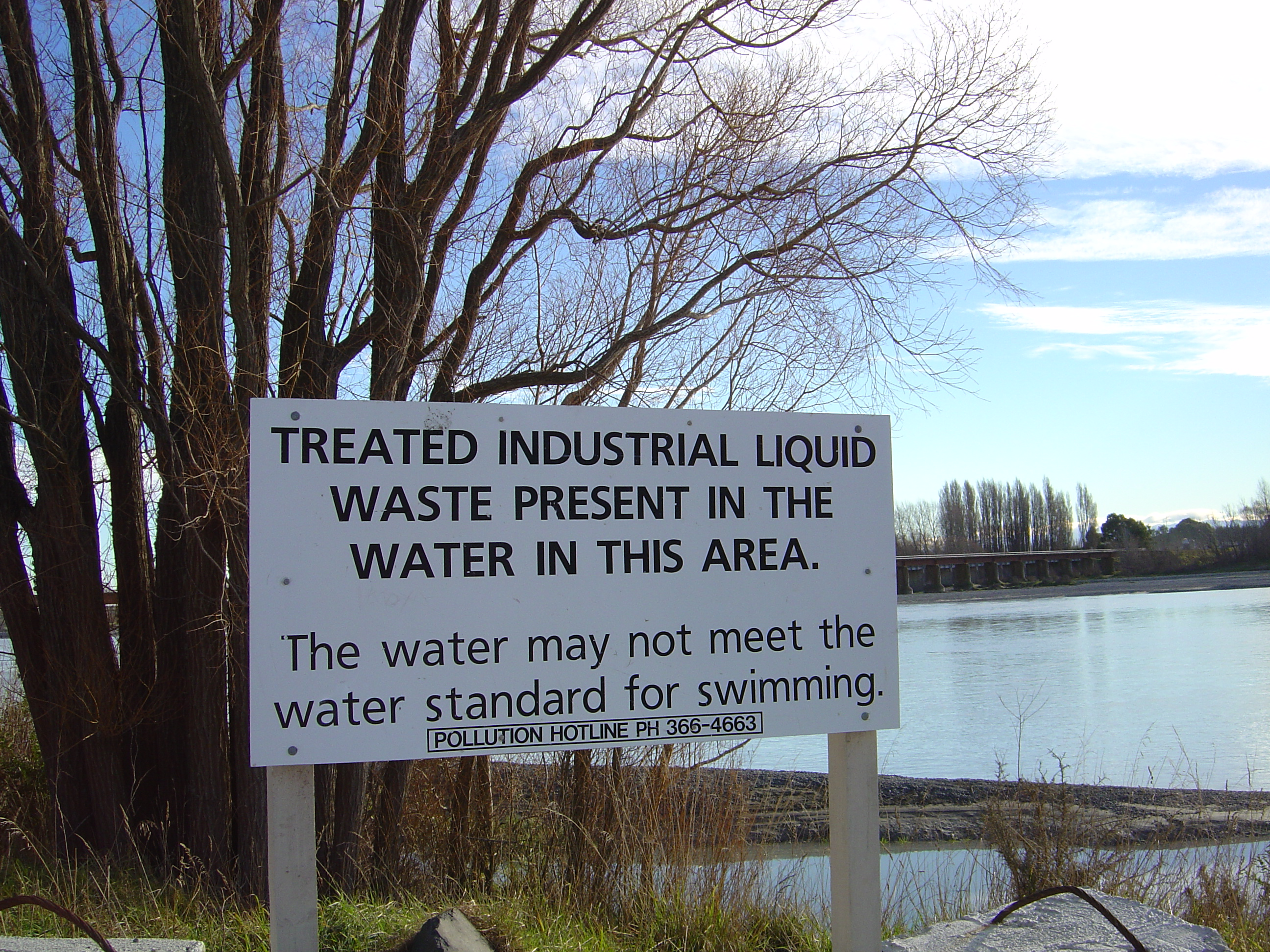
Des signes de pollution de l’eau sont visibles sous la forme de traces du niveau atteint au plus bas du fleuve

## Pollution
En 2007, le Waimakariri fut classé comme l’un des dix fleuves les plus pollués parmi les cours d'eau d'importance en Nouvelle-Zélande. 
Certaines des pollutions ont été causées par des déchets liquides provenant de l’industrie, tels que le traitement de la viande et le lavage des laines à proximité du fleuve. Auparavant, les boues étaient déversées directement dans le lit du fleuve mais à partir de 2012, elles furent dirigées vers l’usine de traitement des eaux municipales (usines d’épuration des eaux). Plus tard, il y a eu plusieurs problèmes liés à la non-observation des règles concernant le resource consent édicté pour l’autorisation du rejet des eaux dans la rivière.